# Florida State Road 19
Die Florida State Road 19 (kurz FL 19) ist eine State Route im US-Bundesstaat Florida, die in Süd-Nord-Richtung verläuft. Sie beginnt in Groveland im Lake County an den State Roads 33 und 50 und endet in Palatka im Putnam County am U.S. Highway 17 (FL 15).

## Streckenverlauf
Die State Road beginnt in Groveland im Lake County und führt nordwärts, wo sie zuerst den U.S. Highway 27, den Florida’s Turnpike und bei Eustis den U.S. Highway 441 kreuzt. Anschließend durchquert sie den Ocala National Forest, überquert den Ocklawaha River und endet in Palatka im Putnam County.